# C/2015 ER61 (PANSTARRS)
C/2015 ER61 (PANSTARRS) là một sao chổi, vật thể đám mây Oort trong, tiểu hành tinh gần Trái Đất thuộc nhóm Amor và có thể là một damocloid. Khi được phân loại là một hành tinh nhỏ, nó có aphelion lớn thứ tư trong số các hành tinh nhỏ được biết đến trong Hệ Mặt trời, sau 2005 VX3, 2012 DR30 và 2013 BL76. Nó cũng có quỹ đạo lệch tâm nhất của bất kỳ hành tinh nhỏ nào được biết đến, với khoảng cách từ Mặt trời thay đổi khoảng 99,9% trong quá trình quỹ đạo của nó, tiếp theo là VX3 năm 2005 với độ lệch tâm 0,9973. Vào ngày 30 tháng 1 năm 2016, nó được phân loại là sao chổi khi nó cách Mặt trời 5,7 AU. Nó đến gần với Sao Mộc, và một cách tiếp cận gần đây trong quá khứ đã ném nó vào quỹ đạo xa xôi mà nó đang ở hiện tại.
Mặc dù hạt nhân sao chổi có thể hoạt động nhẹ, các ước tính tiểu hành tinh ban đầu cho cường độ tuyệt đối (H) là 12,3, có thể cho thấy một hạt nhân có đường kính lớn tới 82020 km. Nhưng nó có thể dễ dàng bằng một nửa kích thước đó do hoạt động làm sáng hạt nhân.